# Next Level Games
Next Level Games, Inc. es una desarrolladora canadiense de videojuegos propiedad de Nintendo, con sede en Vancouver. Fundada en octubre de 2002 por antiguos miembros de EA Black Box que trabajaron en juegos como Sega Soccer Slam y NHL Hitz. Next Level Games se especializa en la creación de videojuegos para consola. Su primer proyecto fue NHL Hitz Pro, publicado por Midway Games en 2003 y sucesor de las entregas anteriores de EA Black Box de la serie NHL Hitz. La empresa es conocida por su trabajo con Nintendo, los juegos Mario Strikers y Punch-Out!! para Wii, Luigi's Mansion: Dark Moon y Metroid Prime: Federation Force para Nintendo 3DS, y Luigi's Mansion 3 para Nintendo Switch.
Entre otros premios, Next Level Games ha sido nombrado uno de los "100 mejores empleadores de Canadá" y uno de los mejores empleadores de Columbia Británica en 2008, 2009 y 2012. La empresa ha aparecido en las revistas Maclean's y BC Business.

## Juegos desarrollados
| Año  | Título                             | Plataforma(s)                 | Editor                |
| ---- | ---------------------------------- | ----------------------------- | --------------------- |
| 2003 | NHL Hitz Pro                       | PlayStation 2, Xbox, GameCube | Midway Games          |
| 2005 | Super Mario Strikers               | GameCube                      | Nintendo              |
| 2007 | Mario Strikers Charged             | Wii                           | Nintendo              |
| 2007 | Spider-Man: Friend or Foe          | PlayStation 2, Xbox 360, Wii  | Activision            |
| 2008 | Ticket to Ride                     | Xbox 360                      | Playful Entertainment |
| 2009 | Jungle Speed                       | Wii (WiiWare)                 | Playful Entertainment |
| 2009 | Punch-Out!!                        | Wii                           | Nintendo              |
| 2009 | Doc Louis's Punch-Out!!            | Wii (WiiWare)                 | Nintendo              |
| 2010 | Transformers: Cybertron Adventures | Wii                           | Activision            |
| 2010 | Tom Clancy's Ghost Recon           | Wii                           | Ubisoft               |
| 2011 | Captain America: Super Soldier     | PlayStation 3, Xbox 360       | Sega                  |
| 2013 | Luigi's Mansion 2                  | Nintendo 3DS                  | Nintendo              |
| 2016 | Metroid Prime: Federation Force    | Nintendo 3DS                  | Nintendo              |
| 2019 | Luigi's Mansion 3                  | Nintendo Switch               | Nintendo              |
| 2022 | Mario Strikers: Battle League      | Nintendo Switch               | Nintendo              |

## Juegos cancelados
| Título              | Plataformas                  |
| ------------------- | ---------------------------- |
| Super Mario Spikers | Wii                          |
| Clockwerk           | PlayStation 3, Xbox 360, Wii |
| Catalyst            | PlayStation 3, Xbox 360      |